# إيلين والين
إيلين كريستينا والين (بالسويدية: Elin Wallin)‏ ، المولودة في 29 ديسمبر 1884 في غوتنبرغ ،و المتوفية في 25 مارس 1969 في ستوكهولم ، وكانت فنانة ورسامة سويدية . كانت زوجة الفنان السويدي ديفيد والين (1876-1957). نشأت إلين والين في 13 من شارع إكيرسجاتن في أوريبرو . وكانت ابنة لكل من المعلم (في مدرسة ابتدائية) فيكتور ندبرغ وزوجته آنا ندبرغ، شقيقة الشهيرحائك بروكار دمشقي كارل فيدلند    وشقيقة هيلدا صوفيا (هيلد). كانت والدة الفنان بيانكا والين (1909-2006) والفنانة سيجورد والين (1916-1999).

## سيرة شخصية
عندما غادرت مدرسة البنات في أوريبرو ، بدأت والين بالانتسابإلى الدورات المسائية في المدرسة الفنية في أوريبرو في 1901-1902. في عام 1902 ، اجتازت الاختبار كمحترفة تطريز في مدرسة هولدا لوندين في ستوكهولم. وبعد ذلك واصلت دراستها في 1902-1904 في ألتينز مالارسكولا. كان كالب ألتين مؤسس مدرسة ألثين للرسم، وهي مدرسة فنية خاصة في جريفجاتان 26 في أوسترمالم في ستوكهولم. لعبت المدرسة دورًا مهمًا لعدة عقود، في إعداد الفنانين الشباب لأكاديمية الفنون. وخلال السنوات 1902-1904 درست في المساء في الكلية الجامعية للفنون والحرف والتصميم (باللغة السويدية المعروفة باسم Konstfack ) في ستوكهولم . خلال الفترتين، 1905-1906 و1910-1911، درست في أكاديمية كولاروسي في باريس. أكاديمي كولاروسي كانت تقبل انضمام الطالبات وتسمح لهن برسم الرجال وهم عراة. سافرت مع زوجها ديفيد والين للدراسة إلى لندن عام 1905 ، باريس 1905 - 1906 و 1910-1911 ، إيطاليا 1908-1910 ، ألمانيا 1905 ، 1906 و 1908 ، الدنمارك 1908.
تم إنتاج معظم أعمالها خلال الأعوام 1902-1919. تركز بشكل أساسي على لوحات بورتريه الزيت والقلم الرصاص والحرارة، وكذلك رسم الزهور والمناظر الطبيعية بالزيت والألوان المائية وقلم رصاص والفحم.

## الأسرة والحياة الشخصية
كانت إلين الين في العشرين من عمرها فقط عندما تزوجت من الفنان ديفيد والين، 29 عامًا، في 14 سبتمبر 1905. تمت الخطوبة في 25 مارس من نفس العام. عقد حفل زفافهما في كنيسة سانكت نيكولاي في أوريبرو ،   مسقط رأس إلين.   كان الكاهن الذي زوجهما هو العميد إريك إيدلوند. أقام زوجها معرضًا في أوريبرو في نفس أسبوع حفل الزفاف. وكان أحد المعارض الأولى التي أقامها.
بعد الزفاف ذهبا في شهر العسل إلى باريس ولندن. ورسم معا لوحات صغيرة في حدائق لوكسمبورغ ( Jardin du Luxembourg ) في باريس. استقر الزوجان في ستوكهولم ورزقا بسبعة أطفال، وُلدوا في الأعوام 1906 و 1907 و 1909 و 1912 و 1916 و 1922 و 1924 ، خمس فتيات وصبيان.  ولدت أكبر فتاتين في السويد هيلينا وهيلفي. ولدت ابنتهما بيانكا في روما في إيطاليا عام 1909. ولدت ابنتهما الرابعة، داني، في باريس في فرنسا في عام 1912.
في عام 1908 ، حصل ديفيد على منحة أكاديمية للسفر، وتم تمديدها لاحقًا لمدة عام آخر. في العام التالي حصل على منحة أخرى. أتاحت له المنح أن يعيش، أولاً في إيطاليا، ثم في فرنسا خلال الفترة 1908-1913 مع عائلته بأكملها. خلال السنوات 1908-1910 ، بقيت العائلة في روما في منزل ليمانز السكني، الذي كانت تملكه السيدة ليمان في شارع فراتينا . خلال فصل الصيف، أقام ديفيد في فولتيرا ، جنوب غرب فلورنسا ، في منطقة توسكانا بإيطاليا، حيث كانت هناك مستعمرة للفنانين . خلال السنوات 1910-1913 ، بقيت العائلة في باريس. خلال فترة وجودهم في باريس، تعرفت عائلة فالين على بعض الفنانين السويديين الآخرين الذين امتدت صداقتهم لمدى الحياة. كان من أصدقائهم الفنان والنحات السويدي غوتفريد لارسون (1875-1936) وزوجته كارين لارسون (من مواليد والير) ، التي كانت تقيم في باريس في الفترة 1908-1913 ، والفنان والمصور إريك تريجيلين (1879-1962).  
في خريف عام 1913 ، عادت الأسرة إلى السويد وستوكهولم . وعندما رزقوا بالطفل الخامس، سيغوردن، الصبي الي حاولا خمس مرات للحصول عليه. بعدها توفيت فتاتان، هيلفي وداني، في حادث غرق في صيف عام 1919. بالطبع تأثرت الأسرة كثيراً بهذا. إيلين توقفت عن الرسم. بينما رسم ديفيد العديد من الزخارف الحزينة للأم والطفل، متأثرًا بعمق بالحزن الشديد. بعد بضع سنوات نمت الأسرة مرة أخرى بولادة طفلين جدد، فتاة وصبي.
بعد عام 1913 ، أنتقلت الأسرة إلى كونجزهولمن، وفي عام 1928، كانت العائلة قد انتقلت ثانية إلى شقة كبيرة في أوسترمالم، حيث أصبح ديفيد قريبًا من مرسمه. حيث استمرت الين بتقديم الدعم لزوجها ديفيد.